# Син-Котони (станция)
Станция Син-Котони (яп. 新琴似駅 син котони эки) — железнодорожная станция в японском городе Саппоро, обслуживаемая компанией JR Hokkaido. Распожена относительно близко к станции Асабу на линии Намбоку в метрополитене Саппоро, между этими двумя станциями нет переходов.

## История
Станция открыта 20 ноября 1934 года. После приватизации JNR в 1987 году перешла под контроль JR Hokkaido. В период между 1995 и 2000 годами линия между Хатикэн и Айносато-Кёикудай расширена до двойного пути, на станции стало две боковые платформы. В 2012 году была электрифицирована линия Соэн — Хоккайдо-Ирёдайгаку.

## Линии
- JR Hokkaido
  - Линия Сассё

## Планировка
Платформы 
| 1 | ■Линия Сассё | на Саппоро                                         |
| 2 | ■Линия Сассё | на Айносато-Кёикудай, Тобецу и Хоккайдо-Ирёдайгаку |